# Fiori alpestri e anforetta
Fiori alpestri e anforetta è un dipinto di Felicita Frai. Eseguito nel 1965, appartiene alle collezioni d'arte della Fondazione Cariplo.

## Descrizione
Si tratta di una natura morta con fiori, soggetto fra i più ricorrenti nella produzione della Frai, caratterizzata dalla maestria della pennellata e dalla spiccata resa luministica e cromatica.

## Storia
Il dipinto, datato 1965, fu acquistato dalla Fondazione Cariplo in occasione della Mostra d'Arte Figurativa Italiana, allestita l'anno successivo a Milano presso la Società Permanente.